# GongKwon YuSul
El Gongkwon Yusul (también conocido como mma coreano), es un arte marcial creado en Corea en 1996 por el Gran Maestro Kang Jun. Este arte marcial tiene amplias influencias de otros estilos, como el Jiu-Jitsu, el Hakkō-ryū, el Hapkido, el Judo o el Kun Gek Do (una especie de Muay Thai coreano).
Es un arte marcial mixto que trabaja todas las distancias -larga, media y corta distancia, cuerpo a cuerpo y suelo-. Incluye movimientos técnicos que no solo sirven para combates de esta modalidad, sino que pueden emplearse en defensa personal.
Desde su fundación se ha expandido por Corea del Sur  por medio de dojangs (similares a los dōjōs japoneses) en Seúl y otras ciudades, y en otros países.

## Vestimenta
El Gongkwon se practica con un traje llamado Dobok, de distintos colores según la graduación. El de color negro, lo utilizan los alumnos con los cinturones de blanco a marrón, pudiéndose usar también independientemente del nivel. El de color azul se utiliza a partir del cinturón negro, lo suelen llevar los competidores de categoría "combates". El dobok de color blanco lo pueden emplear única y exclusivamente los maestros con escuela propia o responsabilidad organizativa en alguna zona concreta.

## Cinturones
En el Gongkwon Yusul, se utilizan cinturones de colores para indicar el nivel de los practicantes. De menor a mayor nivel, los colores son los siguientes:
- Blanco
- Amarillo
- Verde
- Azul
- Rojo
- Marrón
- Negro